# Hexalobus callicarpus
Hexalobus callicarpus là loài thực vật có hoa thuộc họ Na. Loài này được (Baill.) Cavaco & Keraudren mô tả khoa học đầu tiên năm 1958.